# O5

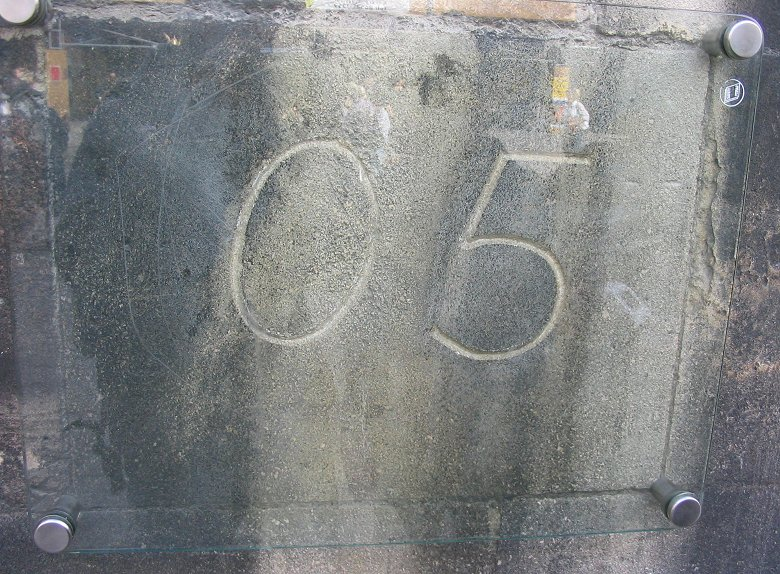
Het teken van O5 op de Stephansdom in Wenen

O5 was een verzetsgroep in Oostenrijk tegen het nationaalsocialisme in de Tweede Wereldoorlog. De groep werd bestond voornamelijk uit burgerlijke-conservatieve krachten, maar ook uit communisten en socialisten en had als doel een vrij Oostenrijk.
De naam O5 staat voor Oostenrijk. De O staat voor zichzelf en de 5 staat voor de vijfde letter van het alfabet, de E; samen staan de letters voor OE, dat weer voor de Ö staat, die voor Österreich (Oostenrijk) staat. De leden van de verzetsgroep kalkten op allerlei gebouwen in Oostenrijk, vooral in Wenen het teken O5. Zo staat op de Stephansdom in Wenen aan de rechterkant van de hoofdingang O5 geschreven. De markering is nog bewaard en nu beschermd achter glas.
De verzetsgroep kwam bijeen in Paleis Auersperg en bestond hoofdzakelijk uit leden van de rijke burgerij en adellijke families. Fritz Molden had de contacten met de westelijke geallieerden. Er was ook een sterke sociaaldemocratische vleugel binnen de groep. De latere bondspresident Adolf Schärf was daarin actief.
In de film The Third Man komt ook een embleem van O5 in beeld.